# My Name Is Jonas
"My Name Is Jonas" (em português: O Meu Nome é Jonas) é uma música da banda americana de rock alternativo Weezer, composta por Rivers Cuomo, Patrick Wilson e Jason Cropper, e lançada em 10 de Maio de 1994 no seu álbum homónimo de estreia, também conhecido como The Blue Album. Esta é uma das poucas músicas pré-Raditude com créditos de co-composição e o único crédito de composição que Cropper recebeu na banda, já que compôs a introdução acústica da música.

## Visão Global
"My Name Is Jonas" foi inspirado no irmão de Rivers Cuomo, que se envolveu num acidente de viação na Oberlin College e estava a ter problemas com a companhia de seguros. De acordo com o próprio Cuomo, "Jonas explica como O Plano nos restringe a todos, especialmente ao meu irmão".
Em 1995 existiu alguma especulação em torno de qual seria o terceiro single a sair do The Blue Album, e várias estações dos Estados Unidos e do Canadá passaram "My Name Is Jonas" como single na Primavera de 1995. Este facto chegou ao ponto de algumas estações do Canadá serem servidas com um single promocional. O acontecimento foi negado logo após "Say It Ain't So" ter sido confirmado como o terceiro single, fazendo com que os singles promocionais das rádios canadianas se tornassem um dos artigos mais raros nos coleccionáveis dos Weezer.

## Espectáculos ao vivo
Esta música manteve-se como uma música muito popular da banda e é assídua em espectáculos. Quando a música é tocada ao vivo, Brian Bell desempenha um solo com harmónica inteiramente num compasso de 6/8.
Na digressão de 2008 dos Weezer, Troublemaker, a música era cantada em três partes com Patrick Wilson, Scott Shriner e Rivers Cuomo como vocalistas.
Em 2010, os membros dos My Chemical Romance juntaram-se aos Weezer numa noite em Los Angeles para uma actuação da música. O desempenho dos Weezer no seu todo fez parte da série de concertos AXE Music: One Night Only.

## Outros Meios e Covers
Uma personagem na série popular de internet lonelygirl15 tem Jonas como nome e o primeiro vídeo da personagem tem com título "My Name Is Jonas", incluindo referências à música. Esta música apresenta-se no jogo Guitar Hero III: Legends of Rock como uma faixa jogável, e foi lançada como disponível para download em Rock Band.
A banda The Termals fez um cover da música como encore no seu espectáculo ao vivo de 2010. Affinity fez o cover da música para o álbum Rock Music: A Tribute to Weezer.

## Pessoal
- Rivers Cuomo — vocalista, guitarra principal, harmónica
- Patrick Wilson — bateria
- Brian Bell — guitarra rítmica, vocais de apoio
- Matt Sharp — baixo, vocais de apoio
- Ric Ocasek — produção
- Chris Shaw — engenharia

Nota - Rivers Cuomo afirmou que ele tocava tanto a guitarra principal como a rítmica no The Blue Album após o antigo guitarrista Jason Cropper ter saído da banda, mas afirmou que Brian fazia os vocais de apoio no álbum. Brian Bell diz que ele, de facto, toca a guitarra rítmica.